# San Borja
San Borja és un districte de la província de Lima al Perú i un dels districtes de la ciutat de Lima.
Originalment era part del districte de Surquillo, es va constituir oficialment com a districte separat l'1 de juny de 1983. El nou districte va prendre el seu nom d'una anterior  hacienda  que dominava l'àrea.
L'actual alcalde és el Dr. Alberto Tejada.
San Borja és un dels pocs districtes de Lima que es va planejar des d'un començament i es va desenvolupar d'una manera ordenada. En un temps relativament curt, durant els anys 1970 l'àrea va patir un creixement demogràfic massiu i cap als primers anys 1980 gairebé tota el territori s'havia edificat. San Borja és ara un principalment una zona residencial de classe mitjana amb parcs i jardins.
Es pot fàcilment accedir a San Borja utilitzant l'avinguda Javier Prado, l'avinguda Angamos o l'avinguda Aviacion. L'Autopista Panamericana marca la frontera oriental del districte i és la ruta més directa si hom ve del nord o el sud del país.
La majoria dels carrers residencials d'aquest districte porten el nom de pintors famosos, artistes, filòsofs, com ara Miguel Angel, Millet, Redon, Monet, Rousseau, Van Gogh.

## Geografia
Amb San Borja fan frontera els districtes de San Luis i La Victoria al nord, Santiago de Surco a l'est i cap al sud, Surquillo al sud-oest i San Isidro a l'oest. El Riu Surco travessa el districte de nord a sud. Actualment no és un riu, és un canal alimentat pel riu Rimac per regar parcs públics.
San Borja és aproximadament 150 metres sobre el nivell del mar. El terreny és principalment pla.

### Clima
San Borja té un clima típic de l'àrea costanera peruana. El temps és suau, amb estius càlids i hiverns frescos, i humit tot l'any. Mai no plou excepte des de juny fins a octubre amb un plugim fi, anomenat "garúa". Durant aquest període, el cel és constantment ennuvolat.
Les temperatures mitjanes a San Borja estan entre 18 i 22 graus Celsius. L'estació d'estiu dura des del desembre fins a l'abril. Aleshores les temperatures màximes poden arribar a 28 o 30 °C. L'hivern dura de maig fins a novembre amb temperatures mínimes de 12 o 15 °C.

### Geologia
San Borja, com gran part de la resta de Lima metropolitana, és en el ventall al·luvial format pel riu Rimac durant el Període Quaternari. El riu dipositava fins a 300 metres de còdols arrodonits, sauló i quantitats petites d'arena fina i llim a la vall. Els geòlegs anomenen aquest tipus de terra conglomerat. La intensitat de terratrèmol probable a l'àrea San Borja és de Grau VII a l'escala Mercalli modificada. Més suau que el grau IX en algunes àrees de La Molina, Callao i Chorrillos.

### Població
Segons l'Institut Peruà d'Estadística, la distribució d'edat de la població de San Borja és com segueix:

| Grups d'edat | Població |
| ------------ | -------- |
| 0-10         | 23.227   |
| 11-14        | 26.163   |
| 15-29        | 26.964   |
| 30-59        | 46.720   |
| 60+          | 10.412   |
| Total        | 133.486  |

## Història

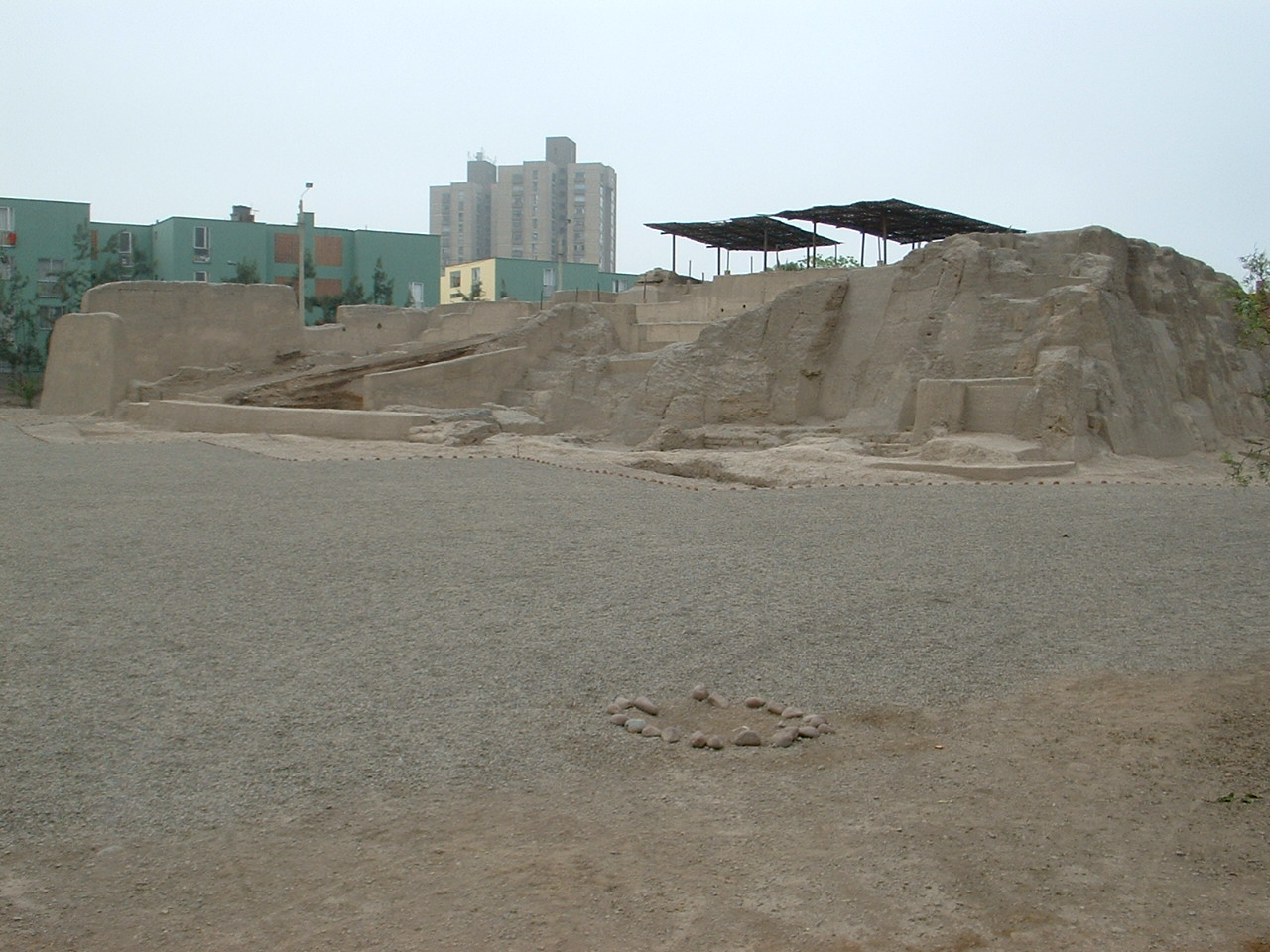
Huaca San Borja

Hi ha dues restes arqueològiques a San Borja: Huaca San Borja i Huaca Limatambo. Daten de l'era pre-inca. El riu Surco (un vell canal d'irrigació), que travessa el districte en un nord-est a direcció sud-oest, és també pre-inca.
La huaca San Borja va ser construïda per la cultura ichma, un regne poc organitzat que es va desenvolupar a les valls de Lurin i Rimac, durant l'Últim Període Intermedi (d. C. 1100-1475). Es creu que aquest regne tenia el seu centre a Pachacamac. Aquesta huaca és una piràmide truncada de vuit metres feta de fang assecat. Està envoltat per una tàpia a tres dels quatre costats de la huaca. El mur originalment estava pintat de blanc. Hi ha una segona paret de perímetre interior que envolta sales, corredors i plataformes en nivells diferents. El lloc es va abandonar al començament del període colonial. Durant la República, s'hi va construir una casa al damunt. La huaca és ara oberta per a visites guiades. La huaca Limatambo és tan vella com la de San Borja. Tanmateix, Limatambo no està obert al públic i els estudis arqueològics estan en curs.Després de la conquesta espanyola i la fundació de la ciutat de Lima el 1535, la terra que avui és San Borja es va donar a Antonio Picado, secretari de Francisco Pizarro. Després de molts canvis de mans, el 1568 la terra va passar a l'orde dels Jesuïtes.
Els jesuïtes van anomenar la hisenda "San Francisco de Borja y Aragon", més tard conegut com a Hacienda "San Borja". Cultivaven patates, blat de moro, raïm i verdures per al seu propi consum i per finançar les seves caritats. Més tard van fer donació d'un 2% de la seva terra al Govern.
Durant la Guerra del Pacífic (1879-1883) es va construir una línia de defensa entre Miraflores i l'àrea coneguda aleshores com a Monterrico Grande. Aquesta línia era l'últim obstacle entre l'exèrcit xilè i la capital, Lima. Era format per una sèrie de "reductos" (baluards). Es van numerar de l'1 al 10 i hi havia aproximadament cada 800 metres. Els Reductos 6, 7 i 8 estaven situats a San Borja, al llarg del riu Surco. La batalla va tenir lloc el 15 de gener de 1881, i implicava les àrees entre el Reducto 1 i el Reducto 5 (entre Miraflores i Surquillo). L'exèrcit peruà va ser derrotat. Amb l'excepció del Reducto 2 al Districte de Miraflores i el Reducto 5 a Surquillo no hi ha cap resta visible d'ells. Després d'aquesta batalla, l'Hacienda San Borja va ser ocupada per l'exèrcit xilè i va instal·lar una guarnició.
El 1949 es va crear el districte de Surquillo, incloent la majoria del que és ara San Borja.
L'hacienda San Borja va passar a mans de la família Brescia, que va continuar utilitzant la terra per a propòsits agrícoles. El 1960 van vendre la terra a dos promotors: "Inversiones San Borja" i "Marina Inmobiliaria Santa S.A. " que començaven el procés d'urbanització.
Els primers habitants de la nova "Urbanización San Borja" van ser els sacerdots de la Congregació de la Sang Més Preciosa, que s'hi va traslladar l'agost de 1962. La parròquia es va establir a l'àrea limitada per les avingudes San Borja Sur, Aviación i Javier Prado, i el riu Surco. Les primeres famílies van anar a viure a San Borja el juny de 1964. Llavors era encara possible veure camps de blats de moro, vaques, i moltes parcel·les de terra buides. Els alts eucaliptus vistos avui a l'avinguda San Borja Norte també daten d'aquells primers dies.
La primera escola, San Francisco de Borja, va obrir el 1968. Segons els registres de la parròquia, el 1973 hi havia aproximadament 400 famílies que vivien a San Borja. El 1974, aquesta xifra augmentava a gairebé 4.000 famílies, aproximadament 16.000 habitants.
San Borja es va separar de Surquillo i es va establir com a districte l'1 de juny de 1983.

## Educació i Esports
Les escoles següents estan situades al districte:
- Colegio "Romeo Luna Victoria"
- Colegio "San Francisco de Borja"
- Colegio "Libertador San Martin"
- Colegio "Liceo Naval Almirante Guise" que és membre del Baccalaurete Internacional des de 1999.
- Colegio "Manuel Gonzales Prada" 2783
- Colegio "San Ignacio de Recalde", que és membre del Baccalaurete Internacional des de 2007.

San Borja és la seu del "Coliseo Dibos".

## Institucions de Govern
Entre les institucions governamentals que estan situades a San Borja podem esmentar:

### Ministeri de Defensa
El Ministeri de Defensa del Perú és l'agència del govern peruà responsable del protegir de seguretat nacional per terra, mar i aire. L'exèrcit és una de les tres branques que conformen les forces armades del Perú. Les Forces Armades peruanes estan formades per l'Exèrcit, l'Armada i la Força aèria.
La seu del Ministeri de Defensa és un edifici comunament conegut com a "Pentagonito", situat en la part del sud-est del districte. La seva arquitectura és típica del govern militar dels anys 70. Fins a 1987 s'anomenava "Ministeri de Guerra".
El perímetre exterior del Ministeri és un circuit molt popular per a joggers.

### Museo de la Nación

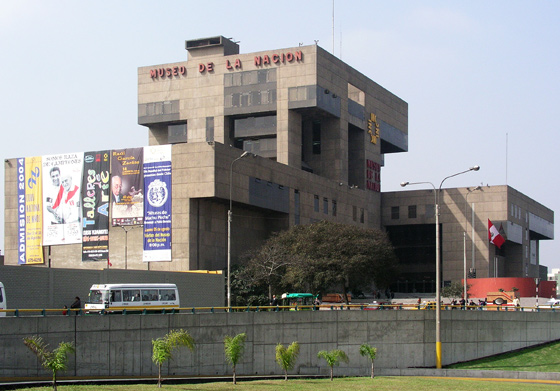
Museo de la Nación

El "Museo de la Nacion" està situat al nord-est del districte a la cantonada entre les avingudes Javier Prado i Aviacion i molt a prop de la Biblioteca Nacional. És el museu més gran de Lima. L'edifici es va construir inicialment per ser el Ministeri de Pesca. La seva arquitectura és típica del govern militar dels anys 1970. Va ser més tard utilitzat pel Banc Nacional però el 1990 es reobria com a Museu Nacional. El Museu comprèn quatre plantes d'exposicions, tots en ordre cronològic. L'exposició comença a la planta baixa amb Perú prehistòric i acaba amb l'Imperi d'Inca a l'últim pis. Hi ha una col·lecció molt gran d'objectes precolonials (abans de 1532) com ceràmica, escultures, mòmies, teixits, armes, eines, ídols sagrats i joies. S'hi exhibeix una sèrie de maquetes tridimensionals i fotografies aèries dels jaciments arqueològics principals del país i còpies de les cases i roba del Perú antic. Les principals cultures peruanes antigues com Chavin, Paracas, Moche, Nasca, Wari, Tiahuanaco, Chimú, i inca estan completament representades i explicades. Hi ha una exposició permanent d'una còpia de la tomba del "Senyor de Sipan".

### La Biblioteca Nacional

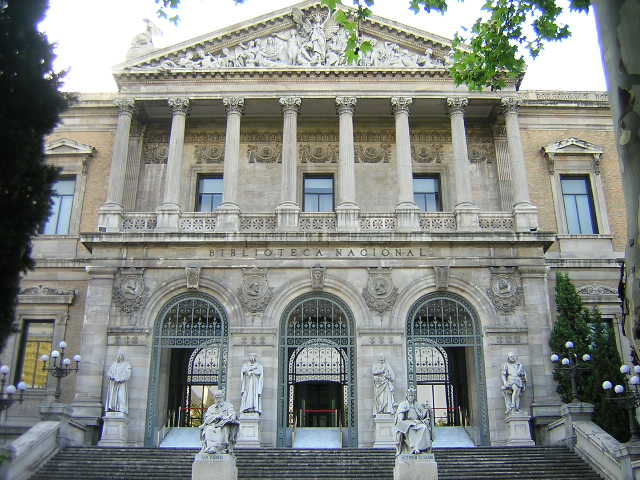
Biblioteca National

La "Biblioteca Nacional" és a la cantonada entre les avingudes Javier Prado i Aviación i molt a prop del Museu Nacional.
La Biblioteca Nacional es va establir el 1821, el mateix any el Perú es declarava independent. Estava situada originalment a Lima Central. Durant la Guerra del Pacífic, l'exèrcit d'ocupació xilè va robar gran part de les obres que la biblioteca posseïa. El Director de Biblioteca està intentant actualment identificar i recobrar algunes de les obres robades de les autoritats xilenes.
Després de molts anys l'edifici nou a San Borja es va completar i la Biblioteca es va traslladar allà el 2006. L'edifici nou té totes les instal·lacions modernes com un teatre, un amfiteatre, cafeteria, recintes firals, 12 sales de lectura amb connexions d'internet, àrees d'emmagatzematge i oficines administratives. La seguretat és proporcionada per una xarxa de CCTV i un sistema de control d'incendis modern. La Biblioteca conté l'"Hemeroteca Nacional", la col·lecció més gran de diaris i revistes al país. El seu lloc web té un catàleg en línia i una "Biblioteca Virtual".

### Institut Peruà d'energia nuclear
El seu objectiu principal és promoure i supervisar les aplicacions d'energia nuclear al país. Es va crear el 1975.